# Armin Scherb

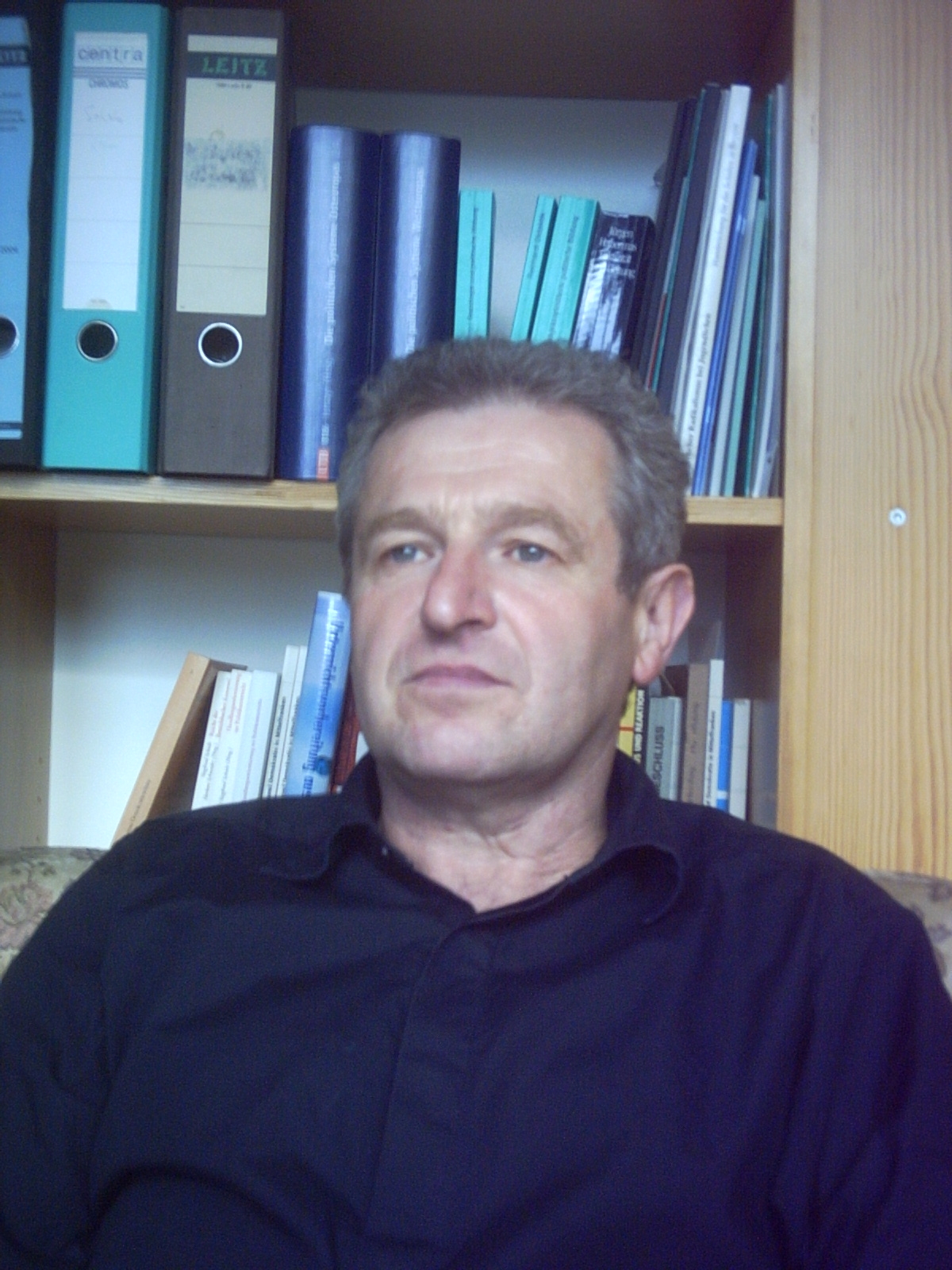
Armin Scherb (2003)

Armin Scherb (* 2. April 1953 in Arberg, Landkreis Ansbach) ist ein deutscher Politikwissenschaftler und -didaktiker. Er lehrte als Professor für Didaktik der Sozialkunde an der Friedrich-Alexander-Universität Erlangen-Nürnberg.

## Werdegang
Armin Scherb studierte Politikwissenschaft, Soziologie, Staatswissenschaften und Sport für das Lehramt an Gymnasien. 1986 hat er bei Gotthard Jasper an der Universität Erlangen-Nürnberg seine politikwissenschaftliche Promotion zur verfassungspolitischen Entstehung der Streitbaren Demokratie abgeschlossen. Nach einer Tätigkeit als Lehrer am Simon-Marius-Gymnasium in Gunzenhausen wurde er 1998 an die Universität Bayreuth berufen. In der Folgezeit übernahm Scherb Lehraufträge an der Kath. Universität Eichstätt, Technischen Universität Chemnitz, Pädagogischen Hochschule Weingarten, Universität Oldenburg. Von 2006 bis 2020 leitete er das Fach Didaktik der Sozialkunde an der Friedrich-Alexander-Universität Erlangen-Nürnberg. 2007 wurde er an der Carl von Ossietzky Universität Oldenburg habilitiert und 2008 an die Universität Erlangen-Nürnberg umhabilitiert.

## Wissenschaft
Zu Scherbs Forschungsschwerpunkten gehören Arbeiten zum Verhältnis von Streitbarer Demokratie und Politischer Bildung, Theorien und Philosophien der Politischen Bildung sowie konzeptionelle Begründungen des Demokratielernens. In der Politischen Bildung vertritt Armin Scherb in Anlehnung an die amerikanischen Philosophen John Dewey und Charles Sanders Peirce eine pragmatistische Position, wonach Wissenschaft und (Politische) Bildung nicht in erster Linie eine Suche nach Wahrheit(en) sind, sondern vor allem dem Bestreben dienen, für vorfindbare Probleme und Hindernisse sozialverträgliche Lösungen zu finden.

## Wirkung
Armin Scherb war ab 2003 Mitglied des Bundesvorstands der Deutschen Vereinigung für Politische Bildung (DVPB). Von 2006 bis 2009 war er Zweiter Bundesvorsitzender. Ab 2009 war er Vorsitzender des Landesverbands Bayern der DVPB. Er ist Gründungsmitglied der Gesellschaft für Politikdidaktik und politische Jugend- und Erwachsenenbildung (GPJE). Seit 2003 ist er Redakteur der von der DVPB herausgegebenen Zeitschrift POLIS und seit 2012 Beirat der Fachzeitschrift Gesellschaft-Wirtschaft-Politik.

## Werke (Auswahl)
- Präventiver Demokratieschutz als Problem der Verfassungsgebung nach 1945. Band 5 der von Frank R. Pfetsch hgg. Reihe „Verfassungspolitik: Heidelberger Studien zur Entstehung von Verfassungen nach 1945“, Frankfurt 1987, ISBN 978-3-8204-9916-2.
- mit Karl-Heinz, Röhlin (Hg.) Politischer Extremismus und Demokratie in Mittelfranken, Band 1 der Schriftenreihe der „Mittelfränkische(n) Bürgerbewegung für Menschenwürde“, Nürnberg/Scheinfeld 1994.
- Wahlen in der Demokratie. RAABITs – Impulse und Materialien für die kreative Unterrichtsgestaltung Stuttgart/Heidelberg 1994.
- Kommunalpolitik. Unterrichtsvorbereitungen aus dem Computer (CD-ROM), München 1998.
- Ist eine konstruktivistische Politikdidaktik möglich? Aachen 2002, ISBN 978-3-8322-0363-4.
- Streitbare Demokratie und politische Bildung, Hamburg 2003, ISBN 978-3-8300-0701-2.
- Werteerziehung und pluralistische Demokratie. Politikdidaktische Annäherungen an ein pädagogisches Konzept für die öffentliche Schule, Frankfurt a.M u. a. 2004, ISBN 978-3-631-51206-7.
- Der Bürger in der Streitbaren Demokratie. Über die normativen Grundlagen Politischer Bildung, Wiesbaden 2008, ISBN 978-3-531-16074-0.
- Erfahrungsorientierter Politikunterricht in Theorie und Praxis. Der Pragmatismus als Grundlage politischen Lernens, Kassel 2012, ISBN 978-3-934575-67-7.
- Pragmatistische Politikdidaktik – Making it explicit, Schwalbach/Ts., i. E., ISBN 978-3-89974-963-2.